# Alberto Manini Ríos
Alberto Manini Ríos Rodríguez (5 de septiembre de 1908 - 1971) fue un abogado, periodista y político uruguayo. Fue integrante del Partido Colorado y de la Unión Demócrata Reformista, se posicionó políticamente en la llamada tercera posición. Ejerció como diputado, director de la edición del interior de La Mañana y Presidente de la Sociedad Editora Uruguaya (S.E.U.S.A.).

## Biografía
Graduado como abogado en la Universidad de la República[cita requerida] en 1936, militó por la candidatura de Alfredo Baldomir con el riverismo en las elecciones generales de 1938 y luego integró el Comité Ejecutivo Departamental del Partido Colorado en Montevideo. En 1942 trabajó en la redacción de la Constitución de 1942 tras el "golpe bueno" del presidente Alfredo Baldomir y ese mismo año en las elecciones generales trabajó por la candidatura de Eugenio Lagarmilla. 
Fiel seguidor de las ideas políticas de su padre, Pedro Manini Ríos, su pensamiento político tomó un rumbo a la tercera posición durante el contexto de la Guerra Fría. Admiraba a figuras del exterior como el líder indio Mahatma Gandhi, que ya había sido asesinado, o al general francés Charles De Gaulle, que consideraba un verdadero estadista de Europa.
Considerado por sus conocidos como un bohemio intelectual, era un lector empedernido, comúnmente de obras de William Faulkner, Ernesto Sábato o Jorge Luis Borges y se rodeaba de ciertas figuras con personalidades similares. En la década del 50 formó parte de un selecto grupo de intelectuales independientes, nombres como Carlos Real de Azúa, Washington Reyes Abadie, Alberto Methol Ferré, Pedoja Riet, José Claudio Williman, Roberto Ares Pons o Rufino Zunin.
En plena Guerra Fría, buscaban un líder a nivel nacional para comandar la “tercera vía”, la de “los no alineados”. Era la época en que habían surgido Nasser, Tito y otros promotores de esta visión. Trazando un camino ajeno a las banderías tradicionales observaron con simpatía al locutor en ascenso de Radio Rural, Benito Nardone y su posterior movimiento ruralista.
Tras las elecciones generales de 1958 fue electo diputado por la Unión Demócrata Reformista, sector que conformó con otros correligionarios y que se separó del Partido Colorado para esas elecciones. Luego se consagró a la vida periodística como director de la edición del interior de La Mañana, donde la JUP tendría desde diciembre de 1970 hasta junio de 1972 su página oficial. 
Falleció en julio de 1971.

## Familia
Pertenece a una familia de tradición colorada y riverista, de religión católica y orígenes italianos.
Su padre Pedro fue diputado, senador y Ministro del Interior en las primeras décadas del siglo XX durante las presidencias de José Batlle y Ordóñez y fundador del periódico matutino La Mañana. Debido a diferencias políticas con éste, rompió con la línea batllista y creó su sector dentro del Partido Colorado, conocido como riverismo, de carácter conservador. Posteriormente fue canciller durante la presidencia de José Serrato y Ministro de Hacienda durante la dictadura de Terra.
El hermano de Alberto, Carlos Manini Ríos, por su parte, también estuvo vinculado a la política. Electo diputado en 1934 y senador en 1946, fue otro dirigente riverista y colorado relevante. Fue director del diario La Mañana, fue Ministro de Jorge Pacheco Areco, embajador durante la dictadura cívico militar y luego de finalizada ésta, Ministro del Interior durante el primer gobierno de Julio María Sanguinetti.
Tuvo la suma importante de 9 hijos, su hijo mayor, Hugo, productor arrocero, estuvo integrado a la Juventud Uruguaya de Pie (JUP) de los años 70, y luego terminó respaldando al Frente Amplio. Su octavo hijo, Guido, ejerció el cargo de Comandante en jefe del Ejército Nacional entre 2015 y 2019, año en que fue cesado en sus funciones por el presidente Tabaré Vázquez. Poco después fue candidato a la presidencia por el recientemente fundado partido Cabildo Abierto en las elecciones presidenciales de 2019, instancia en la que resultó elegido senador de La República Oriental del Uruguay para el período 2020-2025.